# Toshio Saeki
Toshio Saeki (佐伯俊男, Saeki Toshio), né en 1945 dans la préfecture de Miyazaki et mort le 21 novembre 2019, est un peintre et illustrateur japonais. Son œuvre est à la croisée des traditions japonaises de l'ero guro (combinaison d'érotisme et de grotesque) du shunga (gravures érotiques traditionnelles) et du yōgai-ga (images folkloriques de monstres et de fantômes).

## Biographie
Toshio Saeki nait en 1945 dans la préfecture de Miyazaki, sa famille s'installe en 1949 à Osaka où il grandit. Il est introduit à l'art en illustrant des scènes érotiques pour ses amis au lycée. N'ayant aucune expériences sexuelles, il se force à puiser ces scènes dans son imagination, où violence et humour rencontrent sexualité. En 1960 il rentre dans la Western Painting Department of Kyoto Municipal Hiyoshigaoka High School Art Program, où il étudie les croquis de plâtre ainsi que la peinture à l'huile. Il fait également des études de graphisme et travaille dans la publicité avant de déménager pour Tokyo en 1969 avec l'espoir de devenir illustrateur dans le milieu de l'édition. Au cours des deux années suivantes, il publie deux livres de dessins, Saeki Toshio gashū (佐伯俊男画集) en 1970 et Saeki Toshio sakuhin-shū (佐伯俊男作品集) en 1971. Dans ses premiers dessins, il utilise des motifs traditionnels japonais pour créer une fresque cauchemardesque qui suscite des commentaires admiratifs. Des expositions lui sont consacrées, dont une à la Gare de Paris-Saint-Lazare en 1970 à l'issue de laquelle les originaux des dessins exposés sont égarés.
L'éditeur Haga shoten (ja) (芳賀書店), réputé pour publier les œuvres d'auteurs influents comme Nagisa Ōshima ou Shūji Terayama, lui donne carte blanche pour son troisième livre. Toshio Saeki y travaille dans des conditions particulières, sa femme, qu'il vient de rencontrer, est la proie d'un harceleur qui la poursuit où qu'elle aille. Si bien que le couple sentant la menace se préciser de semaines en semaines — l'homme finira par se donner la mort après avoir tenté de la tuer — se cache dans des tsurekomi yado (litt. « Auberge pour clients accompagnés »). C'est dans ces hôtels réservés aux amants qui souhaitent trouver un abri pour des relations discrètes qu'il achève en deux mois les dessins de Red Box (緋匡, Akai Hako) son livre le plus célèbre. L'un des dessins de ce recueil est utilisé par John Lennon et Yoko Ono pour illustrer le livret de leur album Some Time in New York City (1972).
En 1979, Michel Boschet réalise Demain la petite fille sera en retard à l'école, un court métrage d'animation inspiré de ses dessins, qui remporte le César du meilleur court métrage d'animation l'année suivante,.
À partir de la fin des années 1980, Toshio Saeki vit une forme de semie-retraite dans les montagnes de la préfecture de Chiba, à l'extérieur de Tokyo.
En 1991, l'artiste publie son premier livre pour enfants, Tricks for Kids, Fukuinkan Shoten, le premier de trois.
Son travail va pourtant se faire connaître à l'international. Le public français va le découvrir avec Japon Intime, publié en 1990 chez Albin Michel grâce à Romain Slocombe. Mais c’est seulement 20 ans plus tard que Saeki, figure de l’underground japonais, connaît une popularité croissante avant d’atteindre son statut d’icône populaire que nous lui connaissons aujourd’hui. En 2010, la galerie d’art contemporain Da-End organise dans la capitale, sa seconde exposition personnelle en France, intitulée Kuro Hozuki. D’autres événements s’ensuivent, comme l'édition du coffret Kuro Hozuki (2010), la publication de l’anthologie Rêves Écarlates (2016) ou la ré-édition de la Red Box (2019) par les éditions Cornélius, un reportage sur Arte / Tracks (2016), ou encore l’utilisation de ses illustrations par la marque de vêtement Supreme (2020).
Il meurt le 21 novembre 2019 à l'âge de 74 ans, l'annonce de son décès par sa famille n'intervient que le 14 janvier 2020.
Depuis 2019, plusieurs expositions, soit Hana Yasha (2021) et Naishokagami (2024), qui présentent une série de sérigraphies inédites de Saeki, à la galerie Da-End située à Paris ainsi que Fièvres nocturnes (2022) à la galerie Arts Factory, présentant une série d'estampe de l'artiste, ont lieu, sous forme de rétrospectives.

## Style
Toshio Saeki est l'inventeur d'un style unique, dans un domaine qu'il a totalement transformé, l'ero guro, un mouvement artistique et littéraire japonais apparu vers 1930, combinant l'érotisme à des éléments macabres et grotesques dont la paternité est attribuée à l'auteur Edogawa Ranpo.Chaque dessin raconte une histoire. Toshio Saeki, en déclinant les motifs traditionnels, les a mêlés des angoisses propres à sa génération, qui a connu les espoirs et les désillusions des années 1970.Son style est notamment caractérisé par un aplat de couleurs vives et travaillées, où la finesse des lignes simples et des dégradés de couleurs sont marquantes. C'est en utilisant la technique du chinto printing, qu'il atteint un aplat de couleurs très important ainsi qu'une finesse notable de ses traits. C'est notamment une des manières dont il se distinct de ses contemporains.
Entre humour, horreur et érotisme, Saeki, toujours confronté aux enjeux de la censure, qui saura également alimenter sa production artistique, propose une œuvre qui est à la croisée des traditions japonaises du shunga (gravures érotiques traditionnelles) et du yōgai-ga (images folkloriques de monstres et de fantômes). Ce mélange entre tradition, érotisme et violence est la raison pourquoi le spectateur se voit souvent provoqué. En 2016, la chaîne de télévision franco-allemande visite l'artiste dans son atelier reclus et permet de tirer plusieurs informations inédites sur la pratique de Saeki ainsi que de lui donner une véritable reconnaissance internationale «J'adore soulever le couvercle que notre société maintient sur les désirs inavouables et ça me plaît de libérer tous ces interdits qu'elle cache au fond d'elle-même...». Cette provocation est totalement volontaire de la part de l'artiste: «À quoi bon être artiste si ce n'est pas pour bousculer le bon goût du public.». Pour l'artiste, la provocation vient faire en sorte que le spectateur se voit puiser dans son propre inconscient, par l'état de rêve ou de cauchemar, où logent peut-être ses propres désirs érotiques et/ou violents. «I want to wake up the sensibilities that are kept quiet and sleeping inside a person». C'est donc le spectateur qui est mis au centre de la production de sens par l'artiste dans ses œuvres. Il affirme que l'art n'est pas une méthode d'expression de soi pour lui, mais véritablement un lien avec son spectateur. Il dit même ne pas être engagé dans ces actes morbides, ils n'existent que pour brusquer. Les auteurs du magazine d'art Elephant font même un lien avec la psychanalyse de Freud : « He digs into the darkest depths of the subconscious, creating glaringly authentic Freudian nightmare scenarios. »  
Incontestable héritier d’Yoshitoshi, d’Hokusai et d’Utamaro, l’immense Toshio Saeki, disparu en 2019, affirme encore aujourd’hui la pérennité de cet art de l’image trouble, dérangeante et fascinante, qui, tapie au creux des âmes, habite tout particulièrement l’inconscient collectif japonais. Si les images de Saeki exercent un indicible pouvoir de séduction, nous le devons à la beauté qui transcende la cruauté de ses images magnifiquement violentes et cauchemardesques. Mais c’est à la douceur aussi que nous devons cette sensualité triomphante, celle de ces visages purs et laiteux, celle de ces chairs fermes et galbées, l’ondulation de chemins oniriques baignés de calme lumière lunaire… On se perd à ce jeu pervers du désir, quand, pour mieux posséder, on aime à détruire.
Son érotisme monstrueux bousculant d’autant plus fortement qu’il repose sur la puissance d’évocation et se déploie dans un dessin très pur. Hergé plongé dans les perverses pensées d’un Edogawa Ranpo. Toshio Saeki, c’est le choc de couleurs primaires et vives utilisées pour explorer les zones les plus reculées et obscures du désir, celles qui devraient rester tues, honteuses. C’est une surface faussement lisse destinée à explorer des zones caverneuses.

## Publications

### En France
- Toshio Saeki, Japon intime, Paris, Albin Michel, octobre 1990, 84 p. (ISBN 2-226-04881-2)
- Toshio Saeki, Les Premiers Dessins de Toshio Saeki, Paris, Tête Rock Underground, mai 2006, 112 p. (ISBN 2-911215-14-1)
- Toshio Saeki, Rêve écarlate, Paris, Cornélius, février 2016, 192 p. (ISBN 978-2-360-81106-9)
- Toshio Saeki (préf. Jean-Louis Gauthey), Red Box, Paris, Cornélius, mars 2019, 104 p. (ISBN 978-2-360-81160-1)

### À l'étranger
- 1970 : Gashū, Agremensha
- 1971 : Toshio sakuhinshū, Gakugei shorin
- 1972 : Akai hako, Haga shoten
- 1992 : Yōga-kan, Kōchi shuppansha
- 1999 : Yume manji, Jiyū kokuminsha
- 2001 : Inkenka, Kawade shobōshinsha
- 2002 : The Earliest Works of Toshio Saeki, Jiyū kokuminsha
- 2003 : Gokurakuchō, Sawarabi hon kōbō
- 2004 : Jōnen emaki, Seirinkōgeisha
- 2006 : Showa Naughty Fun Picture Book
- 2007 : Akai hako, Wailea publishing
- 2009 : Saeki Toshio’s Works in Music, Presspop
- 2009 : Onikage (‘Demon Shadow’) : The Art of Toshio Saeki, Last Gasp
- 2010 : Yumegakure, Utsuki Shōkai
- 2014 : Yumenozki, Kokusho Kankokai
- 2019 : Banshō kaiki, JXJ Gallery
- 2019 : Unnen, Innen

## Expositions
- 1970 : Toshio Saeki Book Release, Paris
- 1971 : Akaihako, Gallery Décor, Tokyo
- 1975 : Toshio Saeki, Tokyo Gallery, Tokyo
- 1985 : Toshio Saeki, Gray Box Gallery, San Jose
- 1994 : Toshio Saeki, Up’s Gallery, Tokyo
- 1995 : Chimushi, Atom Age Gallery, Tokyo
- 1996 : Chimushi II, Azzlo Gallery, Tokyo
- 1996 : Toshio Saeki, Kebunsha Anfail, Kyoto
- 1999 : Yumemanji, Span Art Gallery, Tokyo
- 2001 : Toshio Saeki, Chuo University Art Gallery, Aichi, Japon
- 2002 : Toshio Saeki, Trance Pop Gallery, Kyoto ; Toshio Saeki, Span Art Gallery, Tokyo
- 2004 : Toshio Saeki, Trance Pop Gallery, Kyoto ; Toshio Saeki, Span Art Gallery, Tokyo
- 2005 : Toshio Saeki, Naruse Bijyutsu-Za, Tokyo
- 2005 : Toshio Saeki Solo Exhibit, Naruse Bijyutsu-Za, Tokyo
- 2006 : Saeki Toshio 70, Trance Pop Gallery, Kyoto ; Saeki Toshio 70, Span Art Gallery, Tokyo
- 2007 : Akaihako, Subterraneans, Osaka ; Akaihako, Trance Pop Gallery, Kyoto
- 2009 : Onikage, Span Art Gallery, Tokyo ; Works in Music, Trance Pop Gallery, Kyoto
- 2010 : Oedipal Indescretions, Edible Obsessions: Early Work of Toshio Saeki
- 2010: Toshio Saeki Early Works, 111minnagallery, San Francisco,
- 2010 : Bookseller East Hampton Gallery, New York
- 2010 : Span Art Gallery, Tokyo
- 2011 : Kuro Hozuki, Galerie Da-End, Paris[10]
- 2011 : Tous Cannibales, La Maison Rouge, Paris
- 2013 : The Print House Gallery, Dalston
- 2013 : Ba'alei Hamelacha, Tel Aviv-Jaffa
- 2013 : Kuro Eden, Galerie Da-End, Paris
- 2014 : The Red Box, Narwhal Gallery, Toronto
- 2014 : Yumenozoki: TOSHIO SAEKI, Trance Pop Gallery, Kyoto
- 2014 : TOSHIO SAEKI, AISHONANZUKA, Hong Kong
- 2015 : Happily Until Their Deaths, Narwhal Gallery, Toronto
- 2016 : Toshio Saeki Prints Sale, Kartel, Tel Aviv-Jaffa
- 2016 : Exposition personnelle, Narwhal Gallery, Toronto
- 2016 : Genei, Jiu Xiang Ju Gallery, Taipei
- 2018 : Toshio Saeki - Unnen, Nanzuka Gallery, Tokyo
- 2018 : Musubi, Galerie Da-End, Paris
- 2018 : Unnen, NANKUZA, Japon[24]
- 2019 : Red Box, Galerie Arts Factory, Paris
- 2019 : Banshou Kaiki, iu Xiang Ju Gallery, Taipei
- 2020 : Tokyo Pop Underground, Deitch, Los Angeles
- 2020 : Global Pop Underground, Parco Museum, Tokyo
- 2021 : Hana Yasha, Galerie Da-End, Paris[25]
- 2021 : Tao of Dream, Jiu Xiang Ju Gallery, Taipei
- 2022 : Fièvres nocturnes, Galerie Arts Factory, Paris[18]
- 2024 : Naishokagami, Galerie Da-End, Paris[17]